# Kata
Kata je žensko osebno ime.

## Izvor imena
Ime Kata je različica ženskega osebnega imena Katarina.

## Pogostost imena
Po podatkih Statističnega urada Republike Slovenije je bilo na dan 31. decembra 2007 v Sloveniji število ženskih oseb z imenom Kata: 507.

## Osebni praznik
Osebe z imenom Kata lahko godujejo takrat kot osebe z imenom Katarina.